# Domingo Drummond
José Domingo Drummond Cooper (Puerto Cortés, 1957. április 14. – 2002. január 23.) hondurasi válogatott labdarúgó.

## Pályafutása

### Klubcsapatban
1977 és 1983 között a Platense csapatában játszott.  

### A válogatottban
1978 és 1985 között szerepelt a hondurasi válogatottban. Részt vett az 1982-es világbajnokságon, ahol a Jugoszlávia elleni csoportmérkőzésen pályára lépett.